# Ельдорадо бізнес Тауер
Ельдорадо бізнес Тауер (порт. Eldorado Business Tower) — хмарочос у Сан-Паулу, Бразилія. Побудований в 2005, відкритий в 2007, має 141 метрів і 36 поверхів.